# Aristodem de Cumes
Aristodem de Cumes (grec antic: Ἀριστόδημος, llatí: Aristodemus) va ser tirà de Cumes, a la Campània. Era contemporani de Tarquini el Superb.
La seva història l'explica Dionís d'Halicarnàs. Diu que era d'una família distingida anomenada Μαλακός (que tant vol dir 'complaent' com 'covard'), i que sobretot el coneixien per aquest renom. Amb el suport del poble va aconseguir que molts nobles de la ciutat fossin assassinats o enviats a l'exili i va aconseguir la tirania l'any 502 aC. Es va envoltar d'una guàrdia personal lleial i va desarmar el poble, foragitant els familiars dels exiliats de la ciutat i obligant-los a fer treballs servils. A més, va canviar les formes d'ensenyament i les noves generacions de Cumes eren educades de forma repressora i efeminada. Així es va mantenir diversos anys, fins que els nobles exiliats i els seus fills, ajudats per pobles de la Campània i mercenaris, van conquerir Cumes i van prendre venjança contra Aristodem i la seva família.
Va ajudar els romans contra els etruscs quan aquestos volien el retorn dels Tarquinis. Segons Titus Livi, el rei Tarquini el Superb es va refugiar a la cort del tirà, on va morir.